# Параграф 175 (филм)
Параграф 175 (енгл. Paragraph 175) је документарни филм из 2000. године, у режији Роба Епстајна и Џефрија М. Фридмана. Продуцирали су га Роб Епстајн, Џефри М. Фридман, Џенет Кол, Мајкл Еренцвејг, Шила Невинс и Хауард Розенман.

## Радња
Филм приказује животе неколико геј мушкараца и једне лезбијке које су прогонили нацисти који су ухапсили неколико мушкараца због кривичног дела хомосексуализма према параграфу 175, одредбе немачког кривичног закона о содомији, која датира из 1871. године. Између 1933. и 1945. ухапшено је 100.000 мушкараца. Неки су били затворени, други послани у концентрационе логоре. Само око 4000 је преживело.
Године 2000. се сазнало да је живо мање од десет ових мушкараца. Петорица се јавила да у документарцу по први пут испричају своје приче, које се сматрају међу последњим неиспричаним причама Нацистичке Немачке.
Филм говори о празнини у историјском запису и открива трајне последице, испричане кроз личне приче геј мушкараца и жена који су то преживели, укључујући Карла Гората, Гада Бека, јеврејског борца покрета отпора који је провео рат помажући избеглицама да побегну из Берлина, Анете Ајк, јеврејске лезбијке која је побегла у Енглеску уз помоћ жене коју је волела, Албрехта Бекера, немачког хришћанског фотографа који је ухапшен и затворен због хомосексуализма, а затим се придружио војсци по пуштању јер је „желео да буде са мушкарцима” и Пјер Сила, тинејџера који је гледао како су његовог љубавника живог појели пси у логору.

## Награда
- Награда Теди за најбољи документарни филм 2000. године[2]